# Quattro Pro
Quattro Pro fue un programa de hoja de cálculo desarrollado originalmente por la empresa Borland International, y desde 1996 perteneciente a la compañía desarrolladora canadiense Corel Corporation.

## Algunas generalidades
Históricamente, Quattro pro usaba una configuración de teclado similar a la de su antecesor y competidor, el hasta ese momento dominante Lotus 1-2-3, lo que le trajo problemas legales. Comúnmente se dice que QPro fue el primer programa comercial en permitir hojas múltiples en un solo archivo (en pestañas o tabs), en 1993, derivando en los "cuadernos" de trabajo (incorporados poco tiempo después en Microsoft Excel bajo el nombre de libros de trabajo, workbooks en inglés). 
Actualmente Quattro Pro se ejecuta sobre el sistema operativo Microsoft Windows. Asimismo, a partir de su versión 9.1 (lanzada en 1999) evitó la limitación de 65.536 (216) filas y 256 (28) columnas por planilla, típica de Excel antes de su versión 2007. 
No obstante, desde mediados de la década de 1990, QPro ha estado en una cada vez más secundaria posición en el mercado de las planillas de cálculo, frente a un Excel que llegó a superar, según algunas estimaciones un 90% del market share. Hoy en día incluso parece haber sido superada por el software de código libre Calc (el incluido en la suite ofimática LibreOffice), el que además brinda una gran compatibilidad con Excel, no sólo de formato de archivo, sino también de uso, factor fundamental para favorecer una migración rápida y sin sobresaltos. Parte de este problema se debe a que Corel insiste en mantener la identidad o independencia propia del producto, lo que lo aleja de la interfaz del programa de Microsoft (incluso de su versión 2003 y las anteriores a ella). Incluso, los nombres de las funciones de Quattro Pro no siempre son los mismos que los de Excel. Como curiosidad, éstos siempre comienzan con una arroba (@). Es decir, si en una fórmula hay tres funciones involucradas, cada una de ellas comenzará por ese símbolo (a diferencia del producto de Microsoft o de Calc, en los cuales se utiliza un único signo igual inicial para indicarle al programa que se trata de una fórmula y no de una cadena de texto).

## Orígenes e historia
La planilla de cálculo electrónica inicial de Borland era un programa escrito en lenguaje ensamblador (Assembler) y Turbo C. Pronto sería aclamado como un producto de gran calidad gráfica para la época, sobre todo comparado con el ambiente textual del sistema operativo MS-DOS. Previamente la empresa había adquirido un producto alternativo llamado Surpass ("superar" o "sobrepasar" en inglés), que había sido escrito en Modula-2 (lenguaje de programación estructurado y muy "encapsulado" desarrollado por Niklaus Wirth, el creador original de Pascal). Incluso Borland contrató los servicios de los principales diseñadores y programadores de Surpass, para convertirlo en QPro. No obstante éstos, una vez terminado su trabajo, se terminaron desvinculando de la compañía.
Cuando la versión 1.0 estaba aún en desarrollo, se la nombre en código era Buddha ("Buda") ya que se suponía que debía "asumir la posición de número uno del mercado", hasta ese momento claramente en manos de Lotus 1-2-3. Cuando el producto inicial debutó, lo hizo simplemente con el nombre de Quattro ("cuatro" en italiano), que en realidad era una referencia indirecta a estar un paso por encima de su competidor "1-2-3". La palabra "Pro" (del inglés professional) fue agregada en 1990.
Quattro Pro fue inicialmente lanzado al mercado durante el 10 de agosto de 1987. La oficina principal de Borland International, al igual que la de tantas otras empresas informáticas y de tecnología de la información, estaba ubicada en el Valle del Silicio (Silicon Valley) estadounidense, en el área metropolitana de la ciudad de San Francisco. Debido a estar situada en las cercanías del epicentro del terremoto de Loma Prieta de ese año, su edificio fue severamente dañado, por lo que tuvo que estar cerrado durante varios meses. Todas las computadoras fueron sacadas, ubicadas en las canchas de tenis, resultando frecuentemente mojadas por el agua que se filtraba a través de la tela protectora ("media sombra"), cuando se activaban los aspersores de agua, por lo que eran secadas con simples secadores de pelo. Aquellas computadoras que lograban arrancar eran inmediatamente puestas a trabajar. De esa manera, Quattro Pro alcanzó su etapa final de desarrollo, y luego de pasar por el obligado ciclo del control (testing) de calidad, comenzó la copia en serie y distribución del producto.

## El juicio contra Lotus
Borland fue objeto de una demanda judicial por parte de Lotus Development Corporation argumentando que QPro no podía copiar los menús de Lotus 1-2-3. Por su parte, Borland había suministrado los menús del 1-2-3 como una alternativa al suyo propio, ya que se necesitaba compatibilidad de "atajos de teclado" (shortcuts), para así poder correr o ejecutar macros en las planillas 1-2-3.
Borland argumentó que, de la misma manera que los automóviles funcionan de la misma manera, Lotus no podía racionalmente ser "dueña" de la forma en la que se comportaba su por entonces popular planilla de cálculo. La corte de distrito falló a favor de Lotus, pero la de apelación sentenció que los menús de Lotus 1-2-3 no eran susceptibles de ser protegidos por derecho de autor, dando a entender que permitir eso sería imponer una traba o limitación a competidores potenciales, que así verían seriamente coartadas sus posibilidades de entrar a ese nicho del mercado informático. El caso llegó finalmente a la Corte Suprema de los Estados Unidos, la cual, al empatar en un fallo dividido 4 a 4 (ya que el juez Stevens se recusó y abstuvo de votar), tampoco logró zanjar definitivamente el litigio. Este hecho retrotrajo las cosas a la decisión judicial anterior (la de la corte de apelación), lo que significó una victoria para Borland. No obstante, la cuestión de fondo acerca de si una compañía puede proteger -y ser dueña- de la forma en la que implementa las interfaces de sus programas aún quedó sin ser resuelta. Sin embargo, para cuando el caso se resolvió, Quattro Pro ya no pertenecía a Borland, ya que había sido vendida a la empresa de redes Novell seis meses antes de que se alcanzase la decisión final.

## Quattro Pro para Windows
Quattro Pro, comenzó como un programa para el sistema operativo MS-DOS, pero dada la cada vez mayor popularidad que estaba teniendo Microsoft Windows a principios del decenio de 1990 (primero como entorno gráfico y luego directamente como sistema operativo), pronto quedaría en evidencia que era imperativo realizar una versión para este último. Pero, como poco del código original de QPro para DOS podía ser reutilizado en la futura versión, se decidió comenzar a diseñar y codificar esta última desde cero. Ese hecho contribuyó al retraso de la versión para Windows del producto. plataforma gráfica.
Tanto el código fuente de QPW como el de Borland Paradox para Windows (la aplicación de bases de datos de Borland) estaban basados en un proyecto piloto de la compañía, desarrollado mediante programación orientada a objetos. Este proyecto además incluía el código de una interfaz de usuario para Windows relativamente unificada.
El proyecto continuaba, mientras el grupo de lenguajes de Borland investigaba sobre la conveniencia de desarrollar un compilador propio para el lenguaje de programación C++. Pronto, la compañía decidió claramente apostar al C++. No obstante, el desarrollo de este tomaría varios meses en finalizarse, por lo que el código OO para ambos proyectos comenzó en C ("a secas" o sin clases), con emulación adicional a través de macros. Pero con la llegada y disponibilidad del Borland C++ compiler, los proyectos se adaptaron y reescribieron para aprovechar su potencia.
El nombre código interno del producto en desarrollo era Thor (nombre inglés de Tor, el dios escandinavo del trueno). QPW 2.0 tuvo grandes innovaciones con respecto a su predecesor. Primero, era el primer producto para Windows con múltiples hojas y con celdas que podían fácilmente combinarse, una característica de QP para DOS que QPW ahora extendía. Segundo, era el primer programa para Windows en ofrecer un pequeño panel de propiedades (llamado menú de atributos o attribute menu), al hacer clic sobre el botón derecho del ratón (mouse). Aunque esta idea ya había sido vista por primera vez en la computadora Xerox Alto de 1974, aún no había sido incorporada en un programa grande que corriese o se ejecutase bajo Windows. Paradox para Windows compartía esta propiedad, la cual ya había sido mostrada en una conferencia de usuarios de esa base de datos un año antes del lanzamiento de PQW. Por su parte, este por entonces novedoso concepto pronto alcanzaría mucha difusión en la industria del desarrollo de software.
QPW fue una de las primeras aplicaciones grandes para Windows escritas en Borland C++, y virtualmente llevó a ese compilador hasta su límite. Este debía lidiar con el gigantesco código fuente del QPW, incluyendo la vinculación (linking) de las varias o múltiples bibliotecas (libraries) de este último. Inversamente, el hecho de haber podido compilar semejante cantidad de código, demostró la calidad y versatilidad del compilador de C++ de la compañía.
Por otro lado, el riesgo técnico del proyecto QPW era inmenso. El modelo de objetos no había sido probado y no se sabía a ciencia cierta si funcionaría en una planilla de cálculo. Asimismo, la interfaz de usuario era nueva, por lo menos para los programas basados en Windows. Nadie sabía a ciencia cierta si el compilador de C++ podría generar código lo suficientemente rápido. Pero al final, el programa funcionó, y se comparaba positivamente frente a sus dos principales competidores, Lotus 1-2-3 y Excel. Al final de cuentas, el enfoque de rápido acceso a las propiedades a través de un menú contextual, resultó ser práctico y funcional, sin ralentizar el código del programa.
La empresa deseaba que, llegado un punto, QPW y Paradox para Windows pudiesen compartir un modelo de objetos común. Eso demostró ser imposible, a pesar de varios intentos de diseño realizados.
QPW finalmente fue lanzado al mercado en septiembre de 1992. Se vendió bastante bien (sobre todo, después de la drástica reducción de precio (de USD 495 por copia a sólo USD 49) Inmediatamente se inició el desarrollo de una nueva versión, con un recién llegado equipo de ingenieros. Además, para dotar a su programa de aún mayor funcionalidad, Borland compró el producto DataPivot de la pequeña empresa Brio Technology que posteriormente serían copiadas por otros productos.
Después de un año, y de la fusión del viejo equipo de desarrollo con el nuevo, QPW5 fue finalmente lanzado (ese salto en el número de versión se debió a la sincronización con la versión residual para DOS). El producto se vendió bastante bien, aunque la dupla Word-Excel de Microsoft cada vez ganaba mayor impulso y, lo que era peor y potencialmente mortal para Borland, se estaba imponiendo en las mentes de los consumidores.
Luego comenzó el trabajo en la futura versión 6 de ambos productos. A medio camino del desarrollo de ésta se tomó la decisión estratégica de trabajar cerca del grupo de programadores de WordPerfect. Se trataba de un intento directo de responder al doble golpe que le había propinado Microsoft a la empresa, a través del tándem Word-Excel. El otro gran tema relacionado con esa sexta versión era el por entonces inminente advenimiento de Windows 95, que ahora pasaría a ser un sistema operativo (aunque todavía con el núcleo MS-DOS corriendo o ejecutándose por debajo, en un eventual segundo plano). Además, el nuevo SO incluiría grandes cambios, respecto a los lineamientos generales para el diseño de interfaces de usuario.

## Compra de Quattro Pro por parte de Novell
Posteriormente, Novell compró tanto a WordPerfect Corporation como al código fuente de Quattro Pro, junto al grupo de ingenieros de Borland International abocados al desarrollo de este último. Para hacerse de ambos productos, terminaría invirtiendo casi USD 600 millones de dólares estadounidenses, correspondiendo USD 450 millones a la compra de WP Corp. y otros 145 a la adquisición de la planilla de cálculos de Borland. No obstante el dinero desembolsado, de esa manera Novell trataría de convertirse en un serio competidor para Microsoft. Con la versión 6 de ambos productos se intentó unificar un poco la interfaz y la compatibilidad entre WP y QP para Windows, pese a que se trataba de dos productos que Novell había adquirido de dos desarrolladores distintos.
Por otro lado, en otro juicio, Novell alegó que Microsoft había "apuntado a sus programas WordPerfect y Quattro Pro, destruyéndolos deliberadamente" para proteger el monopolio de su sistema operativo Windows. El caso finalmente llegó a la Corte Suprema de los Estados Unidos, la cual, no obstante, decidió cerrar el caso en marzo de 2008., aunque para ese entonces hacía doce años que WP y QP no le pertenecían más a Novell Corporation.

## Salida de Novell del escenario
El lanzamiento de Windows 95 el 24 de agosto de 1995 junto a los lanzamientos de nuevas versiones de Word y de Excel hicieron que las ventas del por entonces nuevo Novell WordPerfect Office fracasaran (así como las de su competidor, Lotus Development Corporation), en comparación con las gigantescas ventas de MS.
En sólo tres meses, Novell se decidió vender el producto a un tercero (que finalmente resultaría ser la empresa de software canadiense Corel Corporation. A mediados de 1996 (época en la que la todavía gigante IBM adquiría la compañía Lotus por USD 3.000 millones) Microsoft tenía el 95% del mercado de las suites o programas o oficina. Diez años después el gigante estadounidense con base en la localidad de Redmond aún domina claramente el mercado, aunque WordPerfect y Quattro Pro, que precedieron al clásico MS 4.2, aún se actualizan y comercializan, esta vez de mano de la canadiense Corel Corporation. La versión de Corel Office, la X3 ("13") de 2005, que incluye a WordPerfect, Quattro Pro y Presentations, se vende por solo USD 49 (como el QPW original, aunque esta vez se trata de varios programas y no de uno solo).

## Versiones
- 1987: Quattro Pro 1.0.
- 1990: Quattro Pro 2.0.
- 1991 Quattro Pro 3.0.
- 1992 Quattro Pro 4.0.
- 1992: Quattro Pro for Windows 1.0 (Incluido dentro de Borland Office for Windows en 1993, lanzado como producto de un emprendimiento empresarial conjunto o joint venture entre Borland International y la entonces WordPerfect Corporation).
- 1993: Quattro Pro for Windows 5.0 (Dentro de Borland Office 2.0 for Windows).
- 1994: Quattro Pro for Windows 6.0 (Dentro de Novell PerfectOffice 3.0. Novell había adquirido la planilla de cálculos de Borland y completamente a WordPerfect Corporation).
- 1996: Quattro Pro 7 (Incluido dentro de Corel WordPerfect Suite 7. Corel acababa de comprar ambos productos de parte de Novell).
- 1998: Quattro Pro 8 (Incluido en Corel WordPerfect Suite 8).
- 2000: Quattro Pro 9 (Incluido en Corel WordPerfect Office 2000).
- 2002: Quattro Pro 10 (Incluido en Corel WordPerfect Office 2002).
- 2003: Quattro Pro 11 (Incluido en Corel WordPerfect Office 11).
- 2004: Quattro Pro 12 (Incluido en Corel WordPerfect Office 12).
- 2006: Quattro Pro X3 (Versión 13, incluida dentro de Corel WordPerfect Office X3. Numeración híbrida entre la romana y la arábiga para evitar el "número de la mala suerte").
- 2008: Quattro Pro X4 (Versión 14, dentro de Corel WordPerfect Office X4).
- 2010: Quattro Pro X5 (Versión 15, incluida en Corel WordPerfect Office X5).
- 2012: Quattro Pro X6 (Versión 16 y última disponible, incluida en Corel WordPerfect Office X6).